# Ana Toma
Ana Toma (n. Grossman sau Grossmann, 9 octombrie 1912, Vatra Dornei – d. ianuarie 1991, Iași) a fost o activistă comunistă de partid din România, de origine evreiască.
În anul 1932 a devenit membră al Partidului Comunist din România.
A fost profesoară, membră a PCR din ilegalitate, îndeplinind funcția de secretară a C.C. al „Apărării Patriotice”, care se ocupa cu apărarea și ajutorarea deținuților politici comuniști. A fost căsătorită cu Sorin Toma, iar după divorț a devenit soția lui Gheorghe Pintilie.
În procesul penal intentat lui Lucrețiu Pătrășcanu, Ana Toma a fost martora procuraturii împotriva lui Remus Kofler și a Victoriei Sârbu.
Ulterior, a fost o perioadă de timp adjunct al ministrului de externe Ana Pauker și apoi al ministrului comerțului.
În cartea sa Will to Freedom: a Perilous Journey Through Fascism and Communism, Egon Balas o descrie pe Ana Toma astfel: „a fost o femeie inteligentă, foarte șmecheră, plină de energie, ahtiată după putere, capricioasă, răzbunătoare - o adevărată scroafă, una care avea putere.”

## Distincții
- Medalia „A cincea aniversare a Republicii Populare Române” (24 decembrie 1952) „pentru lupta și munca duse în vederea făuririi, consolidării și prosperării Republicii Populare Române”[8]
- Ordinul „23 August” clasa a II-a (12 august 1959) „pentru îndelungată activitate în mișcarea muncitorească, pentru contribuția activă la răsturnarea dictaturii militaro-fasciste și instaurarea regimului democrat-popular, pentru merite deosebite în opera de construire a socialismului”[9]
- Medalia „40 de ani de la înființarea Partidului Comunist din Romînia” (6 mai 1961) „pentru activitate îndelungată în mișcarea muncitorească și merite în opera de construire a socialismului”[10]
- Ordinul Muncii clasa I (5 noiembrie 1962) „pentru activitate îndelungată în mișcarea muncitorească și merite deosebite în opera de construire a socialismului, cu prilejul împlinirii a 50 de ani de la nașterea sa”[11]
- Ordinul „Steaua Republicii Populare Romîne” clasa a II-a (18 august 1964) „pentru merite deosebite în opera de construire a socialismului, cu prilejul celei de a XX-a aniversări a eliberării patriei”[12]
- titlul de Erou al Muncii Socialiste și medalia de aur „Secera și ciocanul” (4 mai 1971) „cu prilejul aniversării a 50 de ani de la constituirea Partidului Comunist Român, [...] pentru activitate îndelungată în mișcarea muncitorească și merite deosebite în opera de construire a socialismului în patria noastră”[13]